# مارکو زانینلی
مارکو زانینلی (انگلیسی: Marco Zaninelli؛ زادهٔ ۲۵ آوریل ۱۹۷۷) بازیکن فوتبال اهل ایتالیا است.
از باشگاه‌هایی که در آن بازی کرده‌است می‌توان به باشگاه فوتبال اسپتزیا، باشگاه فوتبال آ. ث. لومتزانه، باشگاه فوتبال چزنا، باشگاه فوتبال پرو ورچلی، و باشگاه فوتبال یو. اس. پرگولیتزه اشاره کرد.